# Sajax
Sajax (Simple Ajax Toolkit) – biblioteka programistyczna ułatwiająca korzystanie z AJAX (znanego też pod nazwą XMLHttpRequest). Pozwala programiście używać funkcji ASP, ColdFusion, Io, Lua, PHP, Pythona lub Ruby bez konieczności odświeżania strony.
Sajax wspiera przeglądarki Internet Explorer 5.5+, Pocket IE, Opera 8+, Opera Mini 4+, Safari 1.2+, Mozilla 0.94 i Konqueror.